# Émile Jean
Pour les articles homonymes, voir Jean.
Émile Jean, né le 21 octobre 1993 à Saint-Augustin-de-Desmaures (Québec), est un coureur cycliste canadien.

## Biographie
En plus du cyclisme, Émile Jean a suivi des études d'ingénieur à l'université du Québec. 
En 2011, il devient champion du Canada sur route chez les juniors (moins de 19 ans). La même année, il est sélectionné en équipe nationale pour les championnats du monde de Copenhague. Il évolue ensuite au sein de l'équipe continentale Ekoï.com durant ses deux premières saisons espoirs (moins de 23 ans). 
Il redescend chez les amateurs en 2014. Bon rouleur, il devient champion du Québec et termine troisième du championnat du Canada espoirs en 2015, dans la discipline du contre-la-montre. Il retrouve finalement le niveau continental en 2016 chez Silber.
En 2017, il réalise un bon mois de juin en remportant la deuxième étape du Grand Prix cycliste de Saguenay, devant son coéquipier Stephen Bassett. Il s'impose également sur la première étape du Tour de Beauce.

## Palmarès
- 2011
  -  Champion du Canada sur route juniors
- 2012
  - Grand Prix de Saint-Basile[6]
- 2015
  - 1re (contre-la-montre) et 4e étapes du Grand Prix de la Matapédia[7]
  - 3e du championnat du Canada du contre-la-montre espoirs
- 2017
  - 2e étape du Grand Prix cycliste de Saguenay
  - 1re étape du Tour de Beauce
- 2018
  - 3e du Gastown Grand Prix
- 2019
  - 2e du Gastown Grand Prix

## Classements mondiaux
| Année            | 2017 | 2018 | 2019 |
| ---------------- | ---- | ---- | ---- |
| UCI America Tour | 222e | 216e | 428e |